# Frisch Heran!
Frisch Heran! op. 386 è una polka veloce di Johann Strauss (figlio).
Pur essendo immerso nella composizione della sua operetta, Das Spitzentuch der Konigin (Il fazzoletto di pizzo della regina, prima al Theater an der Wien 1º ottobre 1880), Johann Strauss trovò anche il tempo, durante il carnevale del 1880, di comporre un lavoro per l'associazione di giornalisti Concordia.
Il lavoro, una polka veloce intitolata Frisch heran!, fu eseguita in occasione del ballo dell'associazione nella Sofienbad-Saal il 2 febbraio 1880, non diretta dal compositore ma da suo fratello Eduard Strauss.